# Wylok
Wylok (ukrainisch Вилок; russisch Вилок Wilok, slowakisch Výlok, ungarisch Tiszaújlak) ist eine Siedlung städtischen Typs in der ukrainischen Oblast Transkarpatien mit etwa 3400 Einwohnern.

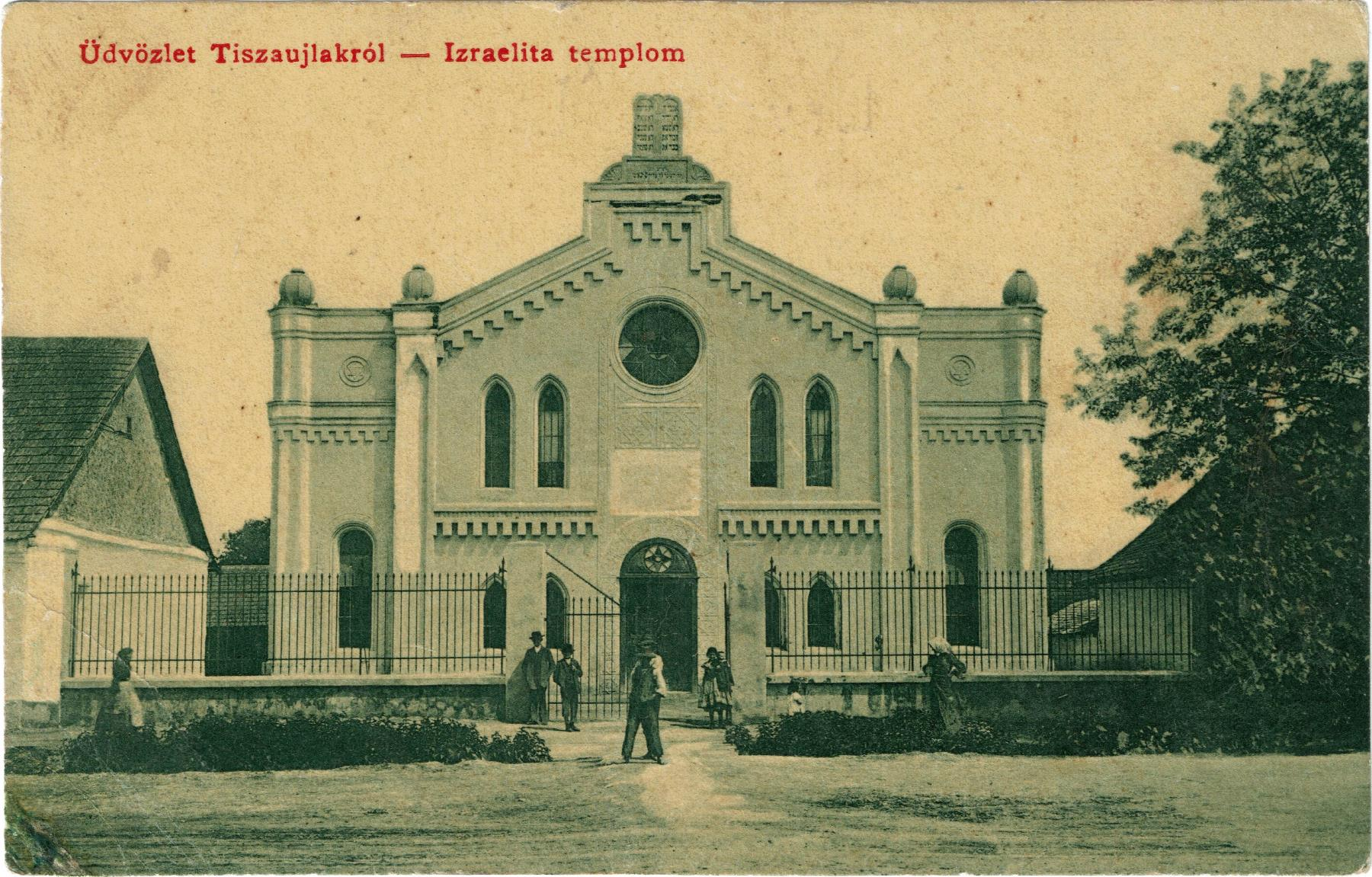
Synagoge im Ort

Die zu 90 Prozent ungarischsprachige Siedlung liegt im Transkarpatischen Tiefland am Ufer der Theiß gegenüber der ungarischen Gemeinde Tiszabecs. Südlich der Ortschaft befindet sich ein Grenzübergang nach Ungarn. Wylok befindet sich im Rajon Berehowe etwa 17 Kilometer südwestlich der Stadt Wynohradiw und 21 Kilometer südöstlich der Stadt Berehowe.

## Geschichte
Die Ortschaft wurde 1304 zum ersten Mal schriftlich als Wylak erwähnt. 1657 wird sie von den Polen und 1661 von den Tataren verwüstet.
1910 hatte der im Königreich Ungarn im Komitat Ung liegende Ort 3.470 Einwohner, davon waren 3.411 Ungarn. Nach dem Ende des Ersten Weltkrieges kam er dann zur neu entstandenen Tschechoslowakei (als Teil der Karpatenukraine) und wurde nach dem Ende des Zweiten Weltkrieges an die UdSSR abgetreten. 1959 erhielt der Ort dann den Status einer Siedlung städtischen Typs.

## Sehenswürdigkeiten
- Turul-Denkmal, 1903 errichtet
- römisch-katholische Kirche von 1788, Sankt Helena geweiht
- griechisch-katholische Kirche von 1806 im klassizistischen Stil
- reformierte Kirche von 1727, 1859 umgebaut

## Verwaltungsgliederung
Am 12. Juni 2020 wurde die Siedlung städtischen Typs zusammen mit 10 umliegenden Dörfern zum Zentrum der neu gegründeten Siedlungsgemeinde Wylok (Вилоцька селищна громада/Wylozka selyschtschna hromada) im Rajon Berehowe. Bis dahin bildete sie die Siedlungratsgemeinde Wylok (Вилоцька селищна рада/Wylozka selyschtschna rada) im Rajon Wynohradiw.
Folgende Orte sind neben dem Hauptort Wylok ein Teil der Gemeinde:
| Name                     | Name          | Name                             | Name                          | Name              | Name    |
| ukrainisch transkribiert | ukrainisch    | russisch                         | slowakisch                    | ungarisch         | deutsch |
| ------------------------ | ------------- | -------------------------------- | ----------------------------- | ----------------- | ------- |
| Karatschyn               | Карачин       | Карачин (Karatschin)             | Karačiny, Karačfalva          | Karácsfalva       | -       |
| Matijowo                 | Матійово      | Матиево (Matijewo)               | Maťejovo, Maťfalva            | Mátyfalva         | -       |
| Nowe Selo                | Нове Село     | Новое Село (Nowoje Selo)         | Nové Selo, Vujhel             | Tiszaújhely       | -       |
| Perechrestja             | Перехрестя    | Перекрестье (Perekrestje)        | Kerestúr, Tisakerestur        | Tiszakeresztúr    | -       |
| Puschkino                | Пушкіно       | Пушкино                          | Nový Vrbovec, Nagyidajov dvor | Újverbőc, Puskina | -       |
| Ruska Dolyna             | Руська Долина | Русская Долина (Russkaja Dolina) | -                             | (Oroszvölgy)      | -       |
| Schalanky                | Шаланки       | Шаланки (Schalanki)              | Šalanky                       | Salánk            | -       |
| Tschornyj Potik          | Чорний Потік  | Черный Поток (Tschernyj Potok)   | Černý Potok                   | Feketepatak       | -       |
| Werbowe                  | Вербове       | Вербовое (Werbowoje)             | (Conkáš)                      | Csonkás           | -       |
| Werbowez                 | Вербовець     | Вербовец                         | Vrbovec, Verbovec             | Verbőc            | -       |